# GOB
『GOB』（ゴブ）は、日本テレビ系列局の一部で放送されていた日本テレビ製作のバラエティ番組である。製作局の日本テレビでは1990年10月7日（6日深夜）から1991年3月31日（30日深夜）まで、毎週日曜 0:00 - 2:00 （土曜深夜、日本標準時）に放送。

## 概要
1990年9月までこの時間帯に放送されていたトークバラエティ『所ジョージのオトナのにほへ』とドラマやバラエティなどの単発枠『60分放し飼い』の跡地を統合する形でスタートした深夜番組。毎回2時間にわたって生放送されていた。
番組は、5組のパーソナリティたちが各々の個性を生かした10分程度のコーナーを受け持ち、それらをサポートMCや別のコーナーの担当者たちがまとめながら繋いでいくというスタイルで進行しており、いわばラジオのワイド番組に形式が近い。『GOB』（5部）というタイトルはこの事に由来する。中でもシティボーイズ担当のコーナーは、斉木しげるときたろうのシュールネタと大竹まことの型破りな行動などで人気を博した。また、第1部の『GOB1』以外の4コーナーは、視聴者から送られてきたFAX・ハガキ・家庭用ビデオなどを元に進行していた。投稿者に贈られるステッカーは、採用されたネタの内容によって色や柄に違いがあり、金色や銀色の番組ステッカーを何枚か貯めると日本ビクター製のビデオカメラなどが贈られた。
番組タイトルや進行上では『GOB』（5部）としていたが、実際には中断という形で途中挿入されていた『読売新聞あすの朝刊』を境とする2部構成であった。
元々が実験枠として始まったこともあり、番組は半年で終了した。ちなみに最終回放送日は、裏番組『オールナイトフジ』（フジテレビ）の最終回と同じ日である。
番外的なエピソードとして、フジテレビの深夜番組『北野ファンクラブ』がレギュラー化される前の特番（1991年3月6日放送）でビートたけしがこの番組スタッフから出演を打診されたという事を明かし、「オレは深夜（専門）タレントじゃねーんだ！」と一蹴し出演を拒否したと語っていた。
番組のテーマ曲は近藤房之助の『しょげないで』。後に曲調などがアレンジされ、『しょげないでよBaby』としてリリース・『はじめてのおつかい』の挿入曲に使用されているが、この番組のテーマ曲として使われていたものは、アップテンポで幾分ロック調である。

## 出演者

### サポートMC
- 千葉美加
- 加藤美樹
- 中島宏海
- 冨永みーな

### その他の主な出演者
- 宮尾すすむ
- 大竹まこと（シティボーイズ）
- 斉木しげる（シティボーイズ）
- きたろう（シティボーイズ）
- 武見敬三 - 『GOB3』の準レギュラー。
- 福澤朗（当時日本テレビアナウンサー） - 『GOB3』の準レギュラー。
- 小林完吾（当時日本テレビアナウンサー） - 『読売新聞あすの朝刊』担当。
- 兵藤ゆき - 「加藤たね」役で出演。
- 森完治 - 番組アシスタント「ジュワッキ」役で出演。

## 主な放送内容
番組は基本的に以下の順に放送されていた。
GOB1 宮尾すすむの社長のお嬢さん
担当：宮尾すすむ
サポートMC：中島宏海
宮尾が毎回会社社長の一人娘を取材するコーナー。当時彼がテレビ朝日の『モーニングショー』で担当していた「宮尾すすむのああ日本の社長」のパロディコーナーである。
GOB2 シティボーイズのエジソンのくずかご
担当：シティボーイズ
サポートMC：千葉美加
大竹、斉木、きたろうそれぞれが担当するミニコーナーによって構成されていた。番組開始当初は大竹は出演しておらず、斉木・きたろうの二人で番組を進行していた。途中参加した大竹が自分のコーナーが欲しいと、「やめてくださいよー」のコーナーを持つようになったと同時期に、斉木が担当していた「斉木しげるのうんちくしょー！」という視聴者がちょっと笑えるうんちくを披露するコーナーは、視聴者から写真にタイトルを添えて送ってもらう「斉木しげるの桜の園」というコーナーに変更。写真とタイトルのギャップを楽しむコーナーになった。大竹は、視聴者から思わず「やめて下さいよー」と言いたくなるような一発ネタをハガキに書いて送る「大竹まことのやめて下さいよー」のコーナーを担当（番組中期以降に開始）。そしてきたろうは、視聴者がハガキに書いて送ってきたシュールな1行ポエムを紹介する「きたろうの一行のポエム」のコーナーを担当した。コーナー内の進行順は斉木 - きたろう - 大竹となり、コーナー締めを大竹が担当していた。
このコーナーに限り、3人のスケジュールの都合により生放送ができずに事前収録のVTRを放送することもあった。このコーナーの構成作家は、シティボーイズの舞台を演出・構成を手掛けた三木聡が担当していた。
GOB3 小さな大疑問
担当：武見敬三、福澤朗
サポートMC：加藤美樹、冨永みーな
1990年当時の気になる話題を、GOBなりの切り口で調べていくコーナー。テーマは「食品添加物の実情」や「今の政治についてのバトルトーク」などの時事ネタが中心で、時にはゲストも迎えながら行っていた。
このコーナーの終了時刻は次のコーナーとの兼ね合いから厳密に決められており、この時刻に飛び降りをするネット局もあった。
読売新聞あすの朝刊
担当：小林完吾
サポートMC：加藤美樹
製作局の日本テレビではこのミニ番組に入る直前の15秒間、日本テレビと読売新聞社の両スタジオ間での掛け合いが行われていた。番組自体は小林が担当していたが、直前の掛け合いはサポートMCの加藤が行っていた。
このコーナーは単独番組としてネットしている局があったため、開始時刻と終了時刻は厳密に決められており（1:00 - 1:10）、なおかつ掛け合いの模様も日本テレビのみで放送されていた。
GOB4 我が家の重大ニュース＋単発企画コーナー
担当：きたろう、もしくは斉木しげる（我が家の重大ニュース）、その日のゲスト出演者（単発企画コーナー）
「我が家の重大ニュース」は、視聴者から寄せられた各家庭の重大ニュースを紹介するコーナー。対して単発企画コーナーは毎週ゲストを招いて行うコーナーで、そのゲストがやりたい企画を実施していた。例として、「ムッシュかまやつの夜遊びのススメ」などがある。
GOB5 加藤たねの恋愛ばなし
担当：兵藤ゆき
兵藤が恋愛話の大好きな老婆「加藤たね」に扮し、視聴者から寄せられた恋愛の悩み相談に乗るコーナー。投稿者宅に電話を掛けて話を聞くこともあった。このコーナーの終わりがそのまま番組自体のエンディングへと直結していた。

## 放送局
- 日本テレビ（製作局）
- テレビ金沢 - 1部のみをネット（『あすの朝刊』直前の1:00に終了）[1]。
- 西日本放送 - 1部のみをネット（『あすの朝刊』直前の1:00に終了）。
- 広島テレビ  - 1部のみをネット（『あすの朝刊』直前の1:00に終了）。

## 備考
- 番組前半は『所ジョージのオトナのにほへ』の跡地を利用した枠であることから、日本テレビにおいては引き続きJT（日本たばこ産業）の一社提供で放送されていた。対して『60分放し飼い』の跡地に相当する番組後半は、各社相乗り提供枠として扱われていた。
- 最終回の直前週にはムッシュかまやつがゲストで訪れ、『GOB4』の単発企画コーナーを担当した。しかし、その直後にフジテレビへ移動し、当時の裏番組『オールナイトフジ』にもゲスト出演したかまやつは、同番組で「この前にゲスト出演していた某局の番組はつまらなかった」と発言していた。
- この番組自体は初回から最終回まで生放送を通していたが、「GOB2」に限っては、シティボーイズのスケジュールの都合による事前収録が数回あった。